# Thác Bản Coóng
Thác Bản Coóng hay Thác Khuổi Coóng là thác trên suối Khuổi Coóng xã Chu Hương huyện Ba Bể tỉnh Bắc Kạn, Việt Nam .
Thác ở độ cao địa hình cỡ 330 m. Thác ở cách thị trấn Phủ Thông cỡ 17 km 22°16′23″B 105°52′46″Đ / 22,272954°B 105,879472°Đ.
Từ thị trấn Phủ Thông đi theo đường tỉnh 258 hướng tây bắc, đến xã Chu Hương. Qua chợ Pù Mắt cỡ 3 km có lối rẽ đi Bản Coóng.